# Philipp Eitzinger
Philipp Eitzinger (Neukirchen an der Vöckla, 12 luglio 1990) è un pilota motociclistico austriaco ritiratosi dall'attività agonistica nel 2008.

## Carriera
Dopo essersi aggiudicato, appena tredicenne, il campionato austriaco, nel 2006 vince il campionato Europeo Velocità nella classe 125 guidando una Honda, con la quale si era classificato nono la stagione precedente. Dopo aver partecipato a due Gran Premi nel motomondiale 2007 come wild card, l'anno successivo ha annunciato un prematuro ritiro dall'attività agonistica.

## Risultati nel motomondiale
| 2007 | Classe | Moto  |  |  |  |  |  |  |     |  |    |  |    |  |  |  |  |  |  |  | Punti | Pos. |
| ---- | ------ | ----- |  |  |  |  |  |  | --- |  | -- |  | -- |  |  |  |  |  |  |  | ----- | ---- |
| 2007 | 125    | Honda |  |  |  |  |  |  | Rit |  | 29 |  | NE |  |  |  |  |  |  |  | 0     |      |

| Legenda | 1º posto        | 2º posto            | 3º posto            | A punti      | Senza punti        | Grassetto – Pole position Corsivo – Giro più veloce |
| Legenda | Gara non valida | Non qual./Non part. | Ritirato/Non class. | Squalificato | '-' Dato non disp. | Grassetto – Pole position Corsivo – Giro più veloce |